# Јагода Трухелка
Јагода Трухелка (Осијек, 5. фебруар 1864 — Загреб, 17. децембар 1957) је била хрватска учитељица и књижевница за децу и омладину чешког и немачког порекла.
После завршене учитељске школе у Загребу, била је наставница на девојачким школама у Осијеку и Загребу, па управница у Бањалуци и Сарајеву. Писала је романе и приповетке описујући живот жене, сељанке и малограђанке, патријархално Сарајево и амбијент старог Загреба. Највреднији део њеног књижевног стваралаштва је дечја литература.

## Породица и образовање
Трухелка је рођена 5. фебруара 1864. године у Осијеку, главном граду Краљевине Славоније, Аустријског царства. Била је најстарија од троје деце Марије (рођене Шен) и Антуна Вјенцеслава Трухелке. Њени родитељи су били досељеници у Славонију; њен отац, учитељ, био је Чех, а мајка подунавска Швапка. Гимназију је похађала у Осијеку. Након очеве смрти 1878. године, Трухелка се са мајком и млађом браћом Драгошом и Ћиром Трухелком преселила у Загреб, сада главни град нове Аустроугарске Краљевине Хрватске-Славоније.
Трухелка је наставила школовање у Загребу, намеравајући да крене очевим стопама. Учитељску диплому добила је 1882.

## Наставничка каријера
Трухелка је убрзо након дипломирања 1882. добила први посао, подучавајући девојке у Осијеку. Након даљег школовања постављена је за равнатељицу женске школе у Госпићу, где је радила седам година. Прихватила се новог посла у Загребу 1892. Фин де сикле Загреб је био подстицајно културно и интелектуално окружење за учитељицу која је до тада радила у провинцији. Тамо је провела девет година, градила је репутацију способне наставнице, пркосећи предрасудама према образовању жена уписавши се, заједно са још три жене, на Свеучилиште у Загребу. Током овог периода, Трухелка је била под утицајем идеја индивидуализма и универзалне слободе, као и промоције образовања и права жена.
Трухелка се 1901. године преселила у Бању Луку, у аустроугарску окупирану Босну и Херцеговину, где је десет година радила као директорица женске школе. Током свог каснијег рада као учитељица у Сарајеву, главном граду Босне и Херцеговине, Трухелка је била посебно активна у промоцији женских права.

## Одабрана дела
- Тугомила, Загреб (1894)
- Војача (1899)
- У царству душе, Осијек (1910)
- Златко, роман једног дечака, Загреб (1934)
- Трилогија Златни данци, Загреб (1942)
- Госпине трешње (1943)
- Црни и бијели дани (1944)